# سنترپوینت (شهرستان کر، تگزاس)
سنترپوینت (به انگلیسی: Center Point) یک منطقهٔ مسکونی در ایالات متحده آمریکا است که در تگزاس واقع شده‌است. سنترپوینت ۴٬۲۶۰ نفر جمعیت دارد و ۴۶۷ متر بالاتر از سطح دریا واقع شده‌است.